# Patrick Bourne

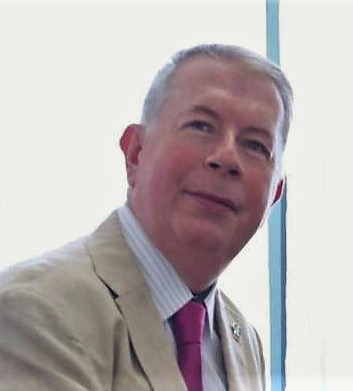
Patrick Bourne (2019)

Patrick Bourne (* 18. März 1967) ist ein Diplomat der Republik Irland.

## Werdegang
Bourne arbeitete von 1984 bis 1990 für das irische Justizministerium als Executive Officer. Danach  wechselte er in das Außenministerium. Von Februar bis Oktober 1990 als dritter Sekretär der Anglo-Irish Division, dann als dritter Sekretär der irischen Botschaft in Bagdad (Irak), ab März 1991 als dritter Sekretär der Middle East Division, ab August 1991 dritter Sekretär in der irischen Botschaft in Teheran (Iran) und ab August 1994 dritter Sekretär in der irischen Botschaft in Kopenhagen (Dänemark). Im September 1995 wurde Bourne erster Sekretär der Political Division und im März 1997 erster Sekretär deer irischen Botschaft in Canberra (Australien).
2001 erhielt Bourne einen Masters of Arts in internationalen Beziehungen von der Dublin City University. Im September wurde er an das National Forum on Europe abgestellt. Im August 2002 wurde Boune erster Sekretär der Development Cooperation Division, im August 2004 erster Sekretär der irischen Botschaft in Neu-Delhi (Indien), im Juli 2009 erster Sekretär im  Development Cooperation Division und im Juli 2013 irischer Generalkonsul im schottischen Edinburgh. Schließlich war er von November 2015 bis Juli 2018 Konsul der Consular Division.
Am 4. Juni 2018 wurde Bourne zum neuen Botschafter Irlands in Singapur ernannt. Damit verbunden sind auch die Akkreditierungen für Brunei, Osttimor und die Philippinen. Am 24. August 2018 übergab er seine Akkreditierung an Singapurs Präsidentin Halimah Yacob und am 28. Februar 2019 an Osttimors Präsident Francisco Guterres.

## Sonstiges
Bourne ist verheiratet mit Sonali Rajasingham und hat zwei Töchter.